# Punduttrate
Punduttrate is een bestuurslaag in het regentschap Gresik van de provincie Oost-Java, Indonesië. Punduttrate telt 2822 inwoners (volkstelling 2010).